# 28 de maio
28 de maio é o 148.º dia do ano no calendário gregoriano (149.º em anos bissextos). Faltam 217 dias para acabar o ano.

## Eventos históricos

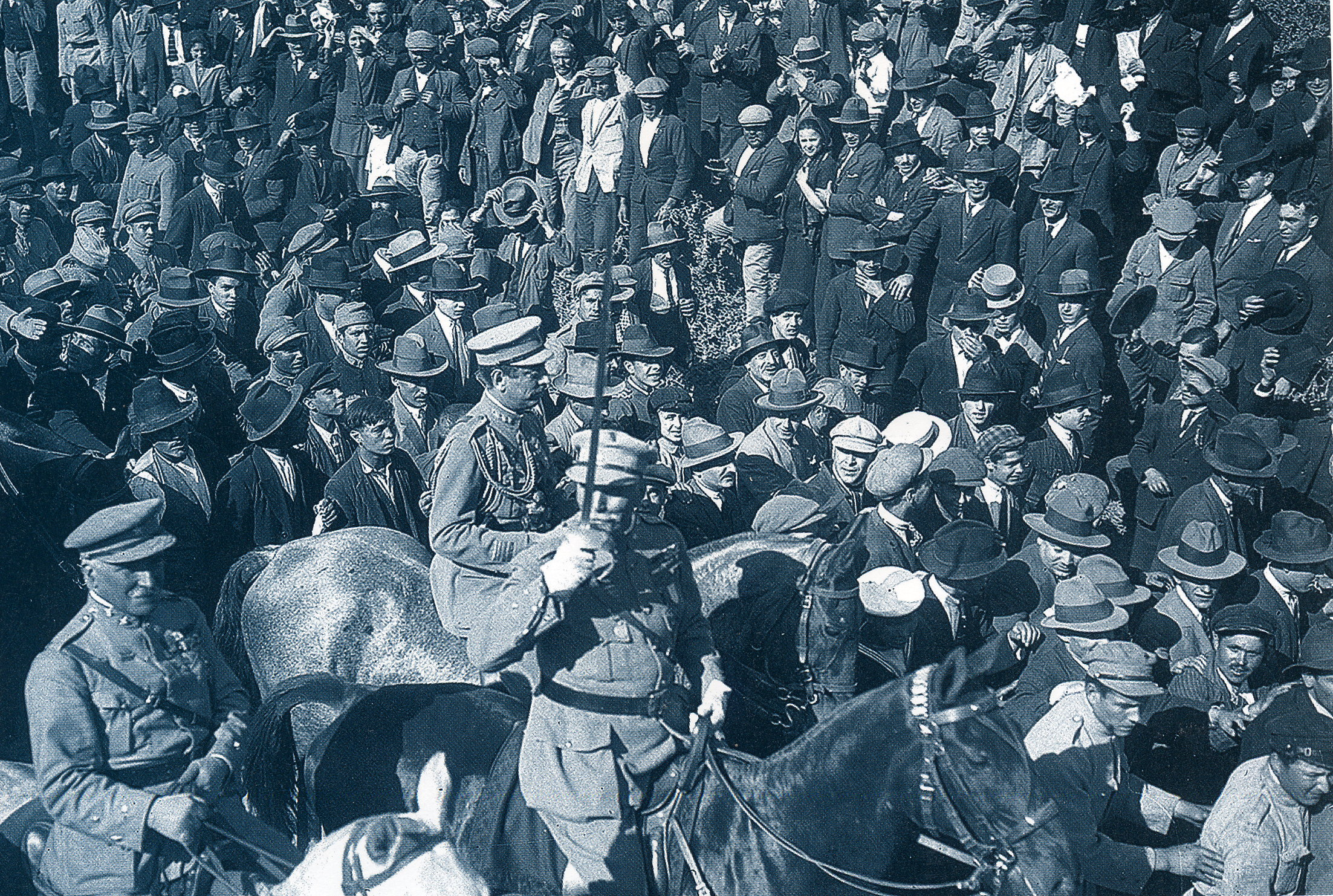
1926: Revolução de 28 de Maio em Portugal

1937: Fundação da Volkswagen

- 0585 a.C. — Data tradicional do eclipse previsto por Tales de Mileto, considerado por muitos a data de fundação da Filosofia ocidental. No mesmo dia teve a Batalha de Hális, que foi decidida pelo eclipse.
- 0621— Batalha de Hulao: Li Shimin, filho do imperador chinês Gaozu, derrota as forças numericamente superiores. Esta vitória decide o resultado da guerra civil que se seguiu ao colapso da dinastia Sui em favor da dinastia Tang.
- 1242 — Massacre de Avignonet: Um grupo de cátaros, com a provável conivência do conde Raimundo VII de Toulouse, assassinou o inquisidor Guilherme Arnaud e onze de seus companheiros.
- 1358 — Início da Jacquerie, uma revolta popular em França.
- 1533 — O arcebispo de Canterbury, Thomas Cranmer, declara válido o casamento do rei Henrique VIII da Inglaterra com Ana Bolena.
- 1588 — A Invencível Armada, com 130 navios e 30 000 homens, começa a levantar âncora de Lisboa rumo ao Canal da Mancha (somente em dia 30 de maio todos os navios deixaram o porto).
- 1830 — O presidente dos Estados Unidos, Andrew Jackson, assina a Lei de Remoção dos Índios, que nega aos nativos americanos seus direitos à terra e os realoca à força.[1]
- 1871 — Chega ao fim a Comuna de Paris, primeira experiência de uma revolução proletária, com 147 dos seus dirigentes fuzilados junto ao muro do Cemitério do Père-Lachaise.
- 1905 — Guerra Russo-Japonesa: a Batalha de Tsushima termina com a destruição da Frota do Báltico russa pelo almirante Tōgō Heihachirō e pela Marinha Imperial Japonesa.
- 1907 — Realizada a primeira corrida TT da Ilha de Man.
- 1918 — República Democrática do Azerbaijão e Primeira República da Armênia declaram sua independência.
- 1926 — Em Portugal dá-se a Revolução de 28 de Maio, um golpe de estado leva à queda da I República e abre caminho à implantação do Estado Novo.
- 1932 — Nos Países Baixos, a construção do Afsluitdijk é concluída e o Golfo Zuiderzee é convertido em IJsselmeer de água doce.
- 1936 — Alan Turing envia On Computable Numbers para publicação.
- 1937 — Fundação da Volkswagen, fabricante de automóveis alemã.
- 1940
  - Segunda Guerra Mundial: a Bélgica se rende à Alemanha Nazista encerrando com a Batalha da Bélgica.
  - Segunda Guerra Mundial: forças norueguesas, francesas, polonesas e britânicas recapturam Narvik na Noruega. Esta é a primeira vitória da infantaria aliada na guerra.
- 1948 — Daniel François Malan é eleito primeiro-ministro da África do Sul. Mais tarde, ele implementou o Apartheid.
- 1952 — Inauguração do Estádio das Antas, pertencendo ao FC Porto, contando com a presença do então Presidente da República, General Craveiro Lopes, tendo sido convidado para a inauguração o SL Benfica, que acabaria por vencer o jogo inaugural por 2 - 8.
- 1958 — Revolução Cubana: o Movimento 26 de Julho de Fidel Castro, fortemente reforçado pela milícia Frank Pais, domina um posto militar em El Uvero.
- 1961 — Artigo de Peter Benenson, intitulado The Forgotten Prisoners é publicado em vários jornais internacionais, lançando uma campanha pela anistia, considerado o marco para a criação da Anistia Internacional.
- 1964 — É fundada a Organização para a Libertação da Palestina (OLP), com Yasser Arafat eleito como seu primeiro líder.[2]
- 1975 — Quinze países da África Ocidental assinam o Tratado de Lagos, criando a Comunidade Econômica dos Estados da África Ocidental.
- 1979 — Konstantinos Karamanlis assina o tratado completo da adesão da Grécia à Comunidade Econômica Europeia.
- 1987 — Um piloto da Alemanha Ocidental de 18 anos, Mathias Rust, foge das defesas aéreas da União Soviética e pousa um avião particular na Praça Vermelha em Moscou, Rússia.
- 1991 — A cidade de Adis Abeba é tomada pela Frente Democrática Revolucionária do Povo Etíope, terminando com o regime do Derg na Etiópia e a Guerra Civil Etíope.
- 1993 — Eritreia e Mônaco se tornam membros da Organização das Nações Unidas.
- 1995 — Um terremoto em Oblast de Sacalina de 7,0 Mw abala o antigo assentamento russo de Neftegorsk com uma intensidade máxima de Mercalli de IX. Com 1 989 mortes e 750 feridos.[3]
- 1998 — O Paquistão responde a uma série de testes nucleares da Índia com seus próprios testes.[4]
- 1999 — Em Milão, Itália, após 22 anos de obras de restauração, a obra-prima de Leonardo da Vinci, A Última Ceia, é novamente exposta.
- 2002 — A última viga de aço é removida no local original do World Trade Center. As funções de limpeza terminaram oficialmente com uma cerimônia de encerramento no Marco Zero, em Manhattan, Nova Iorque.
- 2008 — O Nepal se torna uma república, colocando fim a 240 anos de monarquia. A assembleia constituinte do Nepal aboliu em 25 de maio a última monarquia hinduísta do mundo.
- 2011 — Malta vota a introdução do divórcio; a proposta foi aprovada por 53% dos eleitores, resultando na promulgação de uma lei que permite o divórcio.[5]
- 2017 — O ex-piloto de Fórmula 1 Takuma Sato vence seu primeiro Indianápolis 500, o primeiro piloto japonês e asiático a fazê-lo.[6]
- 2023 — Após duas décadas no governo da Turquia, Recep Tayyip Erdoğan é reeleito presidente.

## Nascimentos

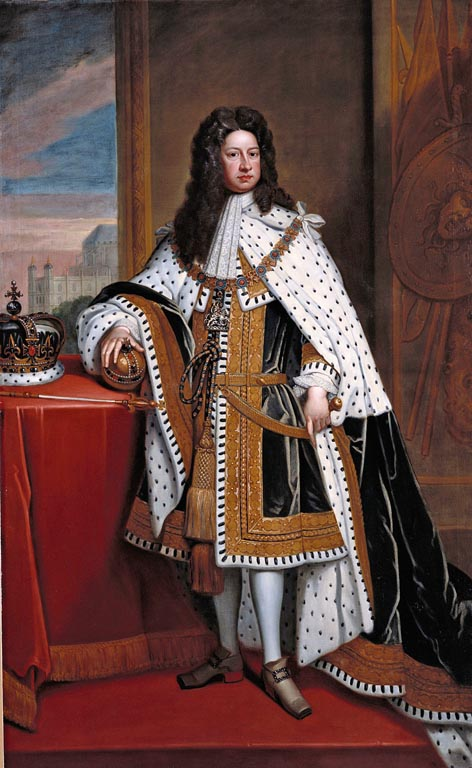
Jorge I da Grã-Bretanha

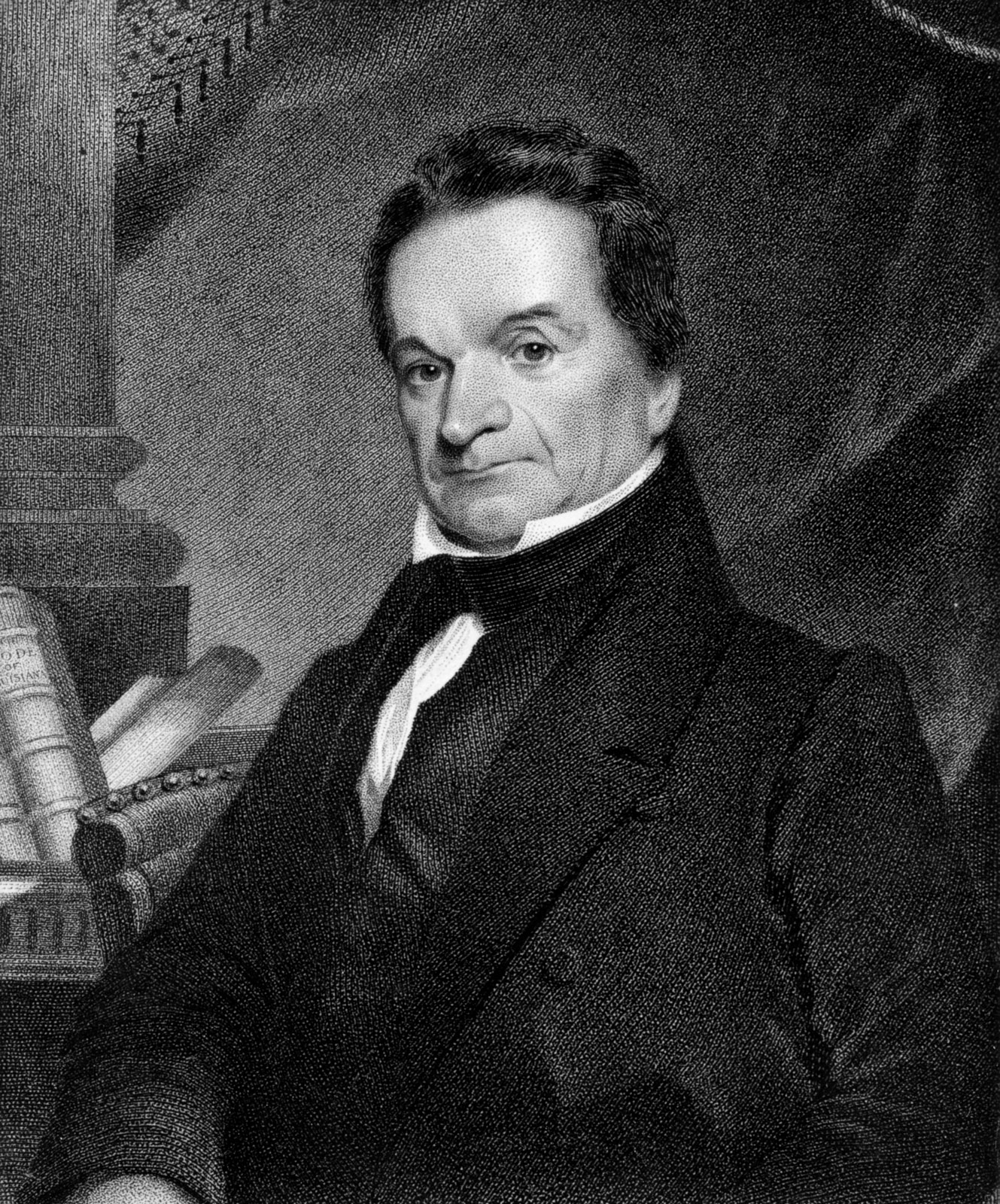
Edward Livingston

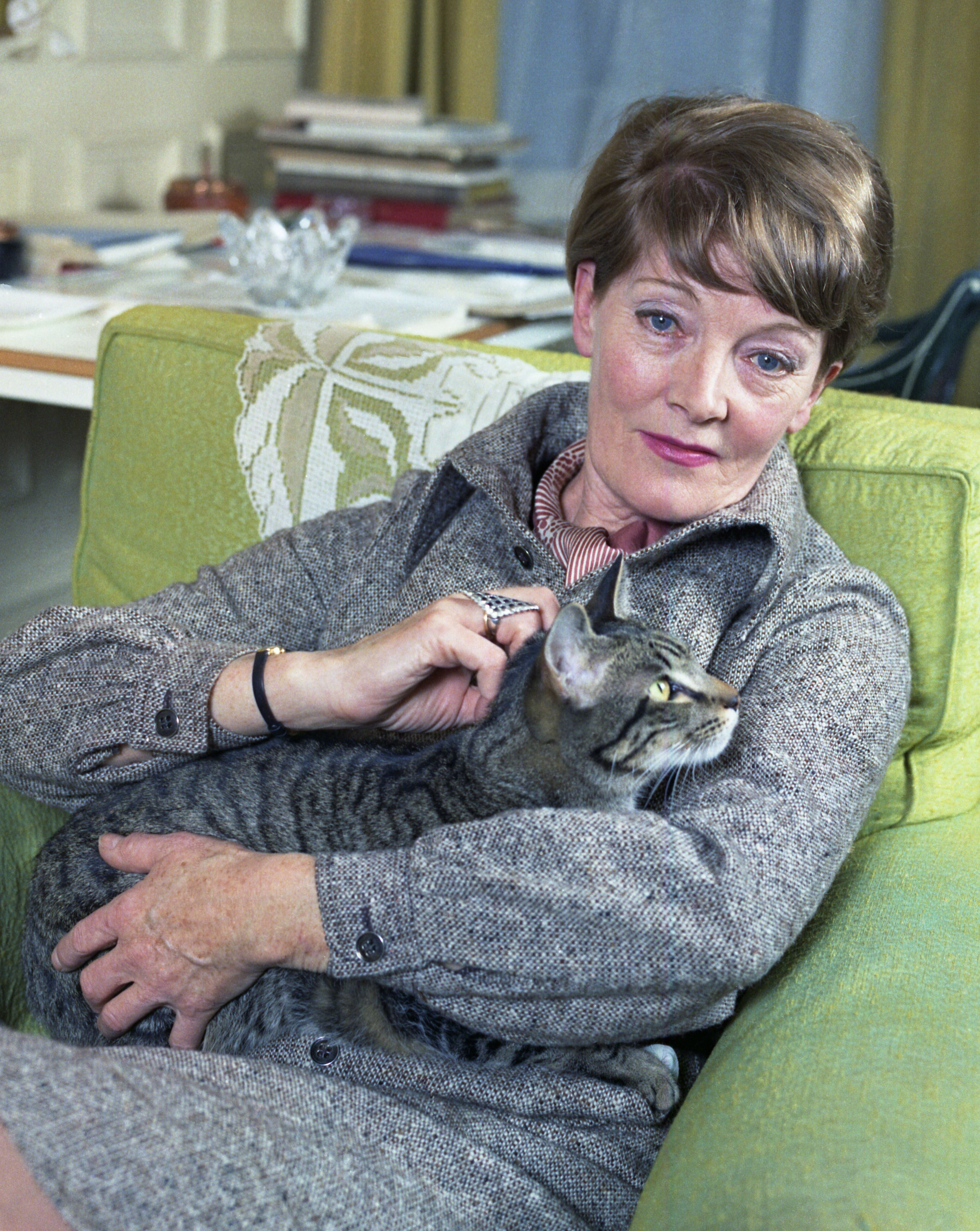
Rachel Kempson

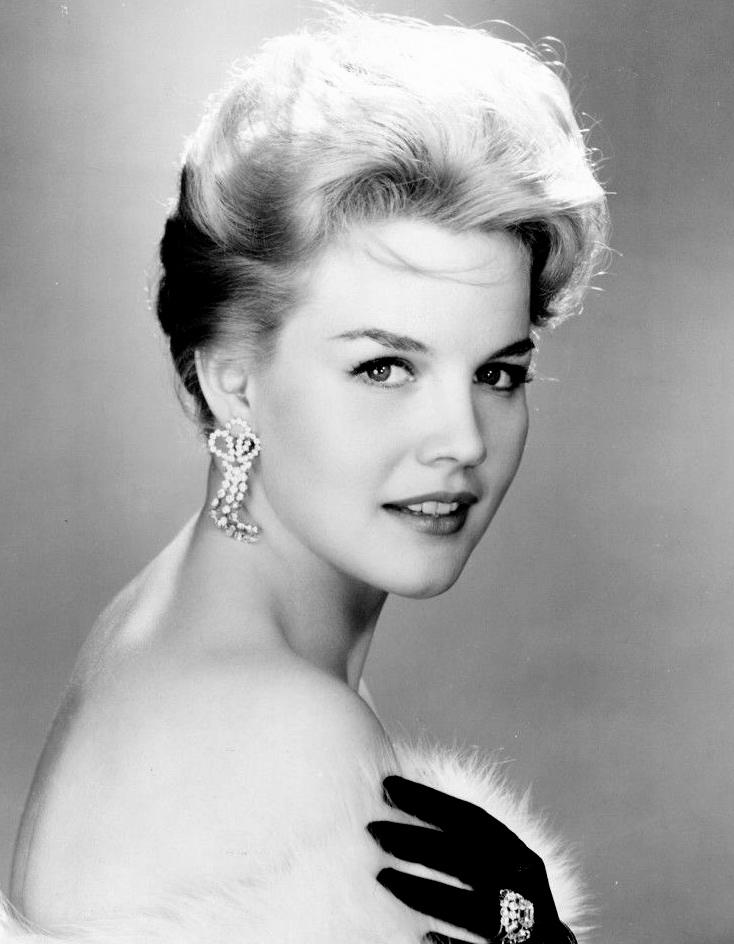
Carroll Baker

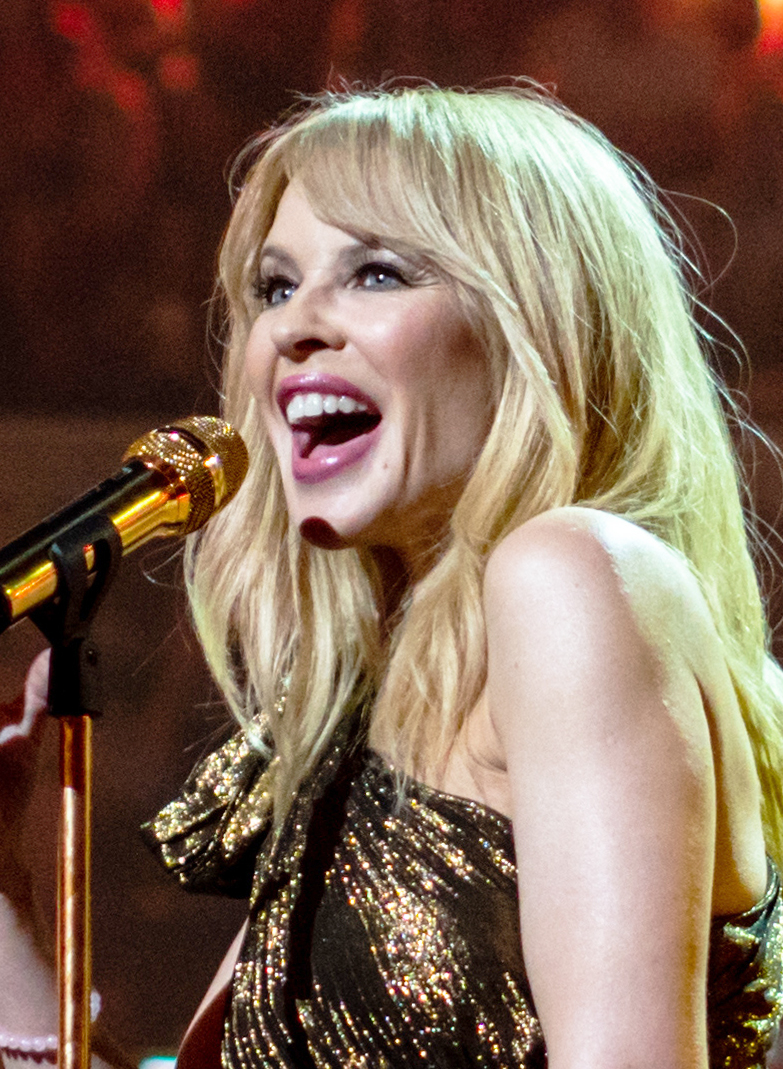
Kylie Minogue

### Anterior ao século XIX
- 1371 — João, Duque da Borgonha (m. 1419).
- 1524 — Selim II, sultão otomano (m. 1574).
- 1588 — Pierre Séguier, político francês (m. 1672).
- 1660 — Jorge I da Grã-Bretanha (m. 1727).
- 1676 — Jacopo Riccati, matemático e físico italiano (m. 1754).
- 1712 — Vincent de Gournay, economista francês (m. 1759).
- 1731 — Johann August Ephraim Goeze, zoólogo alemão (m. 1783).
- 1736 — Barry Yelverton, 1.º Visconde Avonmore (m. 1805).
- 1738 — Joseph-Ignace Guillotin, médico e político francês (m. 1814).
- 1760 — Alexandre de Beauharnais, militar francês (m. 1794).
- 1764 — Edward Livingston, político e jurista estadunidense (m. 1836).
- 1779 — Thomas Moore, poeta irlandês (m. 1852).

### Século XIX
- 1807 — Louis Agassiz, zoólogo e geólogo suíço (m. 1873).
- 1818 — P.G.T. Beauregard, militar estadunidense (m. 1893)
- 1836 — Alexander Mitscherlich, químico alemão (m. 1918).
- 1848 — Maria Bernarda Bütler, religiosa católica suíça (m. 1924).
- 1853 — Carl Larsson, pintor sueco (m. 1919).
- 1854 — Germán Riesco, jurista e político chileno (m. 1916).
- 1855 — Emilio Estrada Carmona, político equatoriano (m. 1911).
- 1860 — Isabel de Thurn e Taxis (m. 1881).
- 1866 — Franz von Bayros, pintor e ilustrador austríaco (m. 1924).
- 1872 — Marian Smoluchowski, físico polonês (m. 1917).
- 1880 — Carl Julius Bernhard Börner, entomólogo e biólogo alemão (m. 1953).
- 1884 — Edvard Beneš, político tcheco (m. 1948).
- 1892 — Sepp Dietrich, militar alemão (m. 1966).

### Século XX

#### 1901–1950
- 1902 — Stephan Cohn-Vossen, matemático alemão (m. 1936).
- 1905 — László Sternberg, futebolista húngaro (m. 1982).
- 1908 — Ian Fleming, escritor britânico (m. 1964).
- 1909 — Don Turnbull, tenista australiano (m. 1994).
- 1910
  - Rachel Kempson, atriz britânica (m. 2003).
  - T-Bone Walker, músico estadunidense (m. 1975).
- 1912 — John Payne, ator estadunidense (m. 1989).
- 1913 — Ciro Monteiro, cantor e compositor brasileiro (m. 1973).
- 1915 — Joseph Greenberg, linguista estadunidense (m. 2001).
- 1916 — Walker Percy, escritor estadunidense (m. 1990).
- 1917 — Teotônio Vilela, político brasileiro (m. 1983).
- 1920 — Ljubomir Lovrić, futebolista e treinador de futebol sérvio (m. 1994).
- 1921
  - Celso Luft, dicionarista brasileiro (m. 1995).
  - Heinz G. Konsalik, escritor alemão (m. 1999).
- 1923
  - György Ligeti, compositor húngaro (m. 2006).
  - José Craveirinha, poeta moçambicano (m. 2003).
- 1925
  - Dietrich Fischer-Dieskau, maestro e cantor lírico alemão (m. 2012).
  - Bülent Ecevit, político turco (m. 2006).
- 1926 — Fernando de Bourbon-Duas Sicílias (m. 2008).
- 1927 — Eddie Sachs, automobilista estadunidense (m. 1964).
- 1930 — Frank Drake, astrônomo e astrofísico estadunidense (m. 2022).
- 1931
  - Agnes Katsuko Sasagawa, freira japonesa (m. 2024).
  - Carroll Baker, atriz estadunidense.
  - Waldir Silva, compositor e músico brasileiro (m. 2013).
- 1932 — Chiquito de la Calzada, humorista, cantor e ator espanhol (m. 2017).
- 1933 — Zelda Rubinstein, atriz estadunidense (m. 2010).
- 1936 — Maki Ishii, compositor japonês (m. 2003).
- 1938 — Eppie Wietzes, automobilista canadense (m. 2020).
- 1939 — Dedé da Portela, cantor e compositor brasileiro (m. 2003).
- 1941
  - Zózimo Barrozo do Amaral, jornalista brasileiro (m. 1997).
  - Ivan Brzić, futebolista e treinador de futebol sérvio (m. 2014).
- 1943 — Cecil Thiré, ator e diretor brasileiro (m. 2020).
- 1944
  - Rudolph Giuliani, político estadunidense.
  - Sondra Locke, atriz estadunidense (m. 2018).
  - Jean-Pierre Léaud, ator francês.
  - Gladys Knight, cantora estadunidense.
  - Lia Gama, atriz portuguesa.
- 1945
  - John Fogerty, músico estadunidense.
  - Patch Adams, médico e ativista estadunidense.
- 1948 — Pierre Rapsat, cantor e compositor belga (m. 2002).

#### 1951–2000
- 1953
  - Tero Palmroth, automobilista finlandês.
  - Arto Lindsay, músico e cantor estadunidense.
- 1954 • João do Pulo, atleta brasileiro (m. 1999).
- 1956
  - Augusto Licks, músico brasileiro.
  - Khalid Meshal, político palestino.
- 1957
  - Klaus Lindenberger, ex-futebolista e treinador de futebol austríaco.
  - Susanna Driano, patinadora artística italiana.
- 1959
  - Steve Strange, cantor e ator britânico (m. 2015).
  - Elói Zorzetto, jornalista e apresentador de televisão brasileiro.
- 1960 • Mark Sanford, político estadunidense.
- 1962 • James Michael Tyler, ator estadunidense (m. 2021).
- 1963 • Joaquim Rocha Afonso, militar e político português.
- 1964 • Armen Gilliam, jogador estadunidense de basquete (m. 2011).
- 1966 • Ashley Laurence, atriz estadunidense.
- 1967 • Diogo Infante, encenador e ator português.
- 1968 • Kylie Minogue, cantora e atriz australiana.
- 1970 • Glenn Quinn, ator irlandês (m. 2002).
- 1971 • Ekaterina Gordeeva, patinadora artística russa.
- 1972
  - Doriva, ex-futebolista e treinador de futebol brasileiro.
  - Chiara Mastroianni, atriz italiana.
- 1973
  - Marco Paulo, ex-futebolista português.
  - Lionel Letizi, ex-futebolista francês.
- 1974
  - Adilson Paredão, ex-futebolista brasileiro.
  - Hans-Jörg Butt, ex-futebolista alemão.
  - Romain Duris, ator francês.
- 1975
  - André Rizek, jornalista esportivo brasileiro.
  - Park Myung-hoon, ator sul-coreano.
- 1976 — Alexei Nemov, ex-ginasta russo.
- 1978 — Renato Lamas Pinto, ex-jogador brasileiro de basquete.
- 1979
  - Jesse Bradford, ator estadunidense.
  - Monica Keena, atriz estadunidense.
  - Abdulaziz al-Omari, terrorista saudita (m. 2001).
- 1981
  - Gábor Talmácsi, motociclista húngaro.
  - Aaron Schock, político estadunidense.
- 1982 — Alexa Davalos, atriz estadunidense.
- 1983
  - Toby Hemingway, ator britânico.
  - Matthias Lehmann, futebolista alemão.
  - Marco Estrada, futebolista chileno.
- 1984
  - Laila Zaid, atriz brasileira.
  - Yulián Anchico, futebolista colombiano.
  - Vadim Harchenko, futebolista quirguiz.
- 1985
  - Colbie Caillat, cantora estadunidense.
  - Carey Mulligan, atriz britânica.
  - Rui Da Gracia, futebolista guinéu-equatoriano.
- 1986
  - Joseph Cross, ator norte-americano.
  - Enzo Gutiérrez, futebolista argentino.
  - Seth Rollins, wrestler estadunidense.
  - Sami Allagui, futebolista tunisiano.
- 1987 — Filipe Gomes, futebolista brasileiro.
- 1988
  - Diego Rodríguez Cano, futebolista uruguaio (m. 2010).
  - Carmen Jordá, automobilista espanhola.
- 1989
  - Rafael Almeida, ator e cantor brasileiro.
  - Luís Pereira Vaz, futebolista moçambicano.
- 1990
  - Rohan Dennis, ciclista australiano.
  - Yonathan Del Valle, futebolista venezuelano.
  - Kyle Walker, futebolista britânico.
- 1991
  - Alexandre Lacazette, futebolista francês.
  - Jonathan Ligali, futebolista francês.
- 1992 — Gaku Shibasaki, futebolista japonês.
- 1993 — Bárbara Luz, tenista portuguesa.
- 1994 — John Stones, futebolista britânico.
- 1995
  - Jacob Kogan, ator estadunidense.
  - Lukas Gage, ator estadunidense.
- 1998 — Kim Da-hyun, rapper e compositora sul-coreana.
- 1999 — Cameron Boyce, ator estadunidense (m. 2019).
- 2000
  - Phil Foden, futebolista britânico.
  - Taylor Ruck, nadadora canadense.

### Século XXI
- 2001 — Jacob Ramsey, futebolista inglês.

## Mortes

### Anterior ao século XIX
- 0576 — Germano de Paris, santo e bispo francês (n. 496).
- 1357 — Afonso IV de Portugal (n. 1291).
- 1551 — Johannes Aal, teólogo, compositor e dramaturgo suíço (n. 1500).
- 1747 — Marquês de Vauvenargues, escritor francês (n. 1715).
- 1787 — Leopold Mozart, compositor, professor de música e violinista alemão. (n. 1719).

### Século XIX
- 1814 — William Eden, estadista e diplomata britânico (n. 1745).
- 1836 — Anton Reicha, compositor tcheco (n. 1770).
- 1849 — Anne Brontë, escritora e novelista britânica (n. 1820).

### Século XX
- 1971 — Audie Murphy, ator estadunidense (n. 1924).
- 1972 — Eduardo VIII do Reino Unido (n. 1894).
- 1975 — Lung Chien, ator e diretor de cinema honconguês (n. 1916).
- 1988 — Alfredo Volpi, pintor ítalo-brasileiro (n. 1896).
- 1998 — Mário de Melo Saraiva, médico, historiador, escritor e político português (n. 1910).

### Século XXI
- 2001 — Francisco Varela, biólogo e filósofo chileno (n. 1946).
- 2007 — Toshikatsu Matsuoka, político japonês (n. 1945).
- 2010 — Gary Coleman, ator estadunidense (n. 1968).
- 2014 — Malcolm Glazer, empresário estadunidense (n. 1928).
- 2025 — Marcos Azambuja, diplomata brasileiro (n. 1935).

## Feriados e eventos cíclicos

### Brasil
- Aniversário do município de Machadinho (Rio Grande do Sul)
- Aniversário do município de Valinhos (São Paulo)
- Aniversário do município de Senhor do Bonfim (Bahia)
- Criação do município de Corumbaíba (Goiás)

### Cristianismo
- Demétrio de Uglitch
- Germano de Paris
- Guilherme de Tolosa
- João Calvino
- Lanfranco de Cantuária
- Margarida Pole
- Stefan Wyszyński

## Outros calendários
- No calendário romano era o 5.º dia (V) antes das calendas de junho.
- No calendário litúrgico tem a letra dominical A para o dia da semana.
- No calendário gregoriano a epacta do dia é i.